# Combattente (album)
Combattente è il diciassettesimo album in studio della cantante italiana Fiorella Mannoia, pubblicato nel 2016.

## Descrizione
Il disco contiene undici brani inediti, alcuni dei quali sono stati scritti con importanti autori del panorama musicale italiano come Ivano Fossati, Giuliano Sangiorgi, Federica Abbate, Fabrizio Moro, Cheope e Bungaro.
Il brano Perfetti sconosciuti è stato pubblicato nel 2015 come tema dell'omonimo film diretto da Paolo Genovese. Questa canzone si è aggiudicata il Nastro d'argento nel 2016 come "migliore canzone originale".
Il singolo Combattente, che dà il nome al disco, è stato pubblicato nel settembre 2016, con annesso videoclip diretto da Consuelo Catucci.
Il singolo Nessuna conseguenza è stato pubblicato il 25 novembre 2016 in occasione della giornata contro la violenza sulle donne.

## Tracce
1. Combattente – 3:12
2. Nessuna conseguenza – 4:00
3. Siamo ancora qui – 3:55
4. I pensieri di Zo – 3:06
5. Anima di neve – 4:03
6. I miei passi – 4:00
7. L'abitudine che ho – 3:38
8. Ogni domenica con te – 3:20
9. Perfetti sconosciuti – 3:31
10. L'ultimo Babbo Natale – 3:37
11. La terra da lontano – 3:52

### Sanremo Edition 2017
1. Che sia benedetta – 3:12
2. Combattente – 3:12
3. Nessuna conseguenza – 4:00
4. Siamo ancora qui – 3:55
5. I pensieri di Zo – 3:06
6. Anima di neve – 4:03
7. I miei passi – 4:00
8. L'abitudine che ho – 3:38
9. Ogni domenica con te – 3:20
10. Perfetti sconosciuti – 3:31
11. L'ultimo Babbo Natale – 3:37
12. La terra da lontano – 3:52
13. Sempre e per sempre – 3:47

#### Sanremo Story Live 2017
1. Caffè nero bollente – 4:25
2. Come si cambia – 3:52
3. Quello che le donne non dicono – 4:19
4. Le notti di maggio – 3:40

#### Extra Live 2017
1. La cura – 2:28

## Classifiche
| Classifica (2016) | Posizione massima |
| ----------------- | ----------------- |
| Italia            | 2                 |

### Classifiche di fine anno
| Classifica (2016) | Posizione massima |
| ----------------- | ----------------- |
| Italia            | 32                |
| Classifica (2017) | Posizione massima |
| Italia            | 38                |

## Formazione
- Fiorella Mannoia - voce
- Nicola Peruch - pianoforte, tastiera
- Bruno Zucchetti - tastiera
- Luca Visigalli - basso
- Davide Aru - chitarra, programmazione, tastiera
- Cesare Chiodo - basso, programmazione, chitarra, tastiera
- Diego Corradin - batteria
- Fabio Valdemarin - pianoforte
- Clemente Ferrari - tastiera, organo Hammond
- Matteo Di Francesco - batteria
- Carlo Di Francesco - percussioni, programmazione
- Budapest Scoring Symphonic (diretta da Peter Pejtsik) - archi
- Budapest Art Orchestra (diretta da Georgely Kuklis) - archi